# Myriame El Yamani
Pour les articles homonymes, voir El Yamani et Martineau.
Myriame El Yamani (ou Myriame Martineau) est née en 1958 à Meknès (Maroc). Elle est conteuse et écrivaine. Elle enseigne la sociologie de la culture et de l'oralité à l'Université du Québec à Montréal. 

## Biographie
Myriame El Yamani est née en 1958 d'un père marocain et d'une mère française. Elle fait ses études en France à l'Université de Paris IV-Sorbonne, où elle est diplômée en 1991. Elle écrit sa thèse sur l'information et la communication, sa thèse s'intitule : « L'information sans la communication : étude comparative de la fonction politique et de l'impasse stratégique des Presses féministes en France et au Québec de 1970 à 1990 ». Depuis 2013, elle enseigne la Sociologie de la culture et de l’oralité ainsi que la pratique du conte à l'Université du Québec à Montréal,.
Elle est journaliste, critique de cinéma, chercheure, conférencière, chargée de cours, animatrice, conteuse et écrivaine. Elle a voyagé dans plusieurs pays pour raconter ses histoires et ses contes: « Conteuse et écrivaine, Myriame El Yamani a flâné sur plusieurs continents à la recherche de ce métissage des cultures et des rêves de l’humanité. Elle en a ramené des sons et des images uniques qu’elle partage avec passion depuis 25 ans. » 
Dans sa pratique, elle cherche les métissages culturels, elle «puise son inspiration dans les senteurs salines de l’Acadie, le Montréal multiethnique, les secrets de sa grand-mère vendéenne, les couleurs et arabesques du Maghreb, la sagesse africaine et les mystères des 1001 nuits. » El Yamani « adore écouter les gens d'ici et d'ailleurs et ses histoires se situent souvent dans cet entre-deux inclassable ». Elle a promené ses contes autour du monde, au Canada, aux États-Unis, et en Europe et en Afrique»
Elle a publié quelques recueils de contes. Parmi ceux-ci, on compte La ligne à butin (2002) écrit en collaboration avec Joël Boudreau et publié aux éditions Bouton d'or ; Badra princesse du désert (2007) et Les babouches d'Abou Kassem (2009) aux éditions de l'Isatis ; ainsi que Parlures d'Acadie (2007) chez Planète rebelle,. 
Elle a fondé et dirigé la Nuit internationale du conte en Acadie (NICA), organisme artistique et culturel pour la promotion du conte en Acadie de 2002 à 2007. Le NICA chapeaute notamment le Festival international du conte et de la parole en Acadie (FICPA) qui a reçu, en 2003, le Prix Éloizes pour l'événement de l'année au Canada. 
De 2006 à 2012, elle fonde et dirige la Maison internationale du conte de Montréal, « nouvel espace convivial pour la promotion de l'oralité et du conte à Montréal,». Elle a donné plusieurs ateliers au primaire, au secondaire et dans les Cégeps dans le cadre du programme québécois « Des artistes et des écrivains à l'école ».
El Yamani  est membre de l'Union des écrivaines et des écrivains québécois, du DAM (Diversité artistique Montréal), ainsi que de Communication-jeunesse.

## Œuvres

### Contes
- La ligne à butin volante (avec Joël Boudreau), Moncton, Bouton d'or Acadie, 2002, 57 p.  (ISBN 9782922203455)
- Badra princesse du désert : conte du Maghreb(et al.), Montréal, Éditions de l'Isatis, 2007, 66 p.  (ISBN 9782923234267)
- Parlures d'Acadie(livre audio), Montréal, Planète rebelle, 2007, 96 p.  (ISBN 9782922528763)
- Les babouches d'Abou Kassem : conte des Mille et une nuits(avec Adeline Lamarre), Montréal, Éditions de l'Isatis, 2009, 32 p.  (ISBN 9782923234502)

### Essais
- Médias et féminismes : minoritaires sans paroles, Paris ; Montréal, Éditions L'Harmattan, coll. « Logiques sociales », 1998, 268 p.  (ISBN 9782738465894)[14]

### Ouvrages de référence
- L'emploi des jeunes : un enjeu de société, Québec, Gouvernement du Québec, Ministère des relations avec les citoyens et de l'immigration, 1997, 43 p.  (ISBN 9782550313366)